# Toby Kimball
Thomas "Toby" Kimball (Framingham, Massachusetts, 7 de septiembre de 1942-La Jolla, California, 2 de mayo de 2017) fue un baloncestista estadounidense que disputó nueve temporadas en la NBA, además de jugar una temporada en la liga italiana. Con 2,03 metros de estatura, jugaba en la posición de alero.

## Trayectoria deportiva

### Universidad
Jugó durante tres temporadas con los Huskies de la Universidad de Connecticut, en las que promedió 18,4 puntos y 17,9 rebotes por partido. En su última temporada lideró toda la División I de la NCAA en rebotes, promediando 21,0 por partido, siendo en la actualidad el segundo mejor reboteador de la historia de los Huskies. En sus tres temporadas fue incluido en el mejor quinteto de la ya desaparecida Yankee Conference.

### Profesional
Fue elegido en la vigésimo novena posición del Draft de la NBA de 1965 por Boston Celtics, pero recibió una oferta del baloncesto italiano, y acordó con el entonces entrenador de los Celtics, Red Auerbach, el ir a jugar un año al Ignis Varese, donde consiguió un Campeonato Mundial de Clubes de Baloncesto en 1966.
Regresó al año siguiente, pero apenas contó para el nuevo entrenador, Bill Russell, que lo alineó en 38 partidos, en los que promedió 2,6 puntos y 3,8 rebotes. En la temporada siguiente, y debido a la llegada de nuevos equipos a la liga, se produjo un Draft de Expansión, en el cual fue elegido por los San Diego Rockets. Y al contrario de lo que sucedía en los Celtics, en su nuevo equipo encontró un hueco en el quinteto titular, acabando como el mejor reboteador de toda la plantilla, con 11,7 rebotes por partido, a los que añadió 11,0 puntos.
Jugó tres temporadas más en los Rockets, en las que fue perdiendo presencia en la pista, hasta que en 1971 fue traspasado a Milwaukee Bucks, donde en su única temporada, jugando como suplente, promedió 3,5 puntos y 4,2 rebotes por partido. Al año siguiente es traspasado a los Kansas City Kings, donde juega una temporada, siendo traspasado al año siguiente a los Philadelphia 76ers a cambio de una futura cuarta ronda del draft. En los Sixers vuelve a tener minutos de juego, acabando la temporada con 7,5 puntos y 7,4 rebotes por partido.
En 1974 vuelve a entrar en un Draft de Expansión, siendo elegido por New Orleans Jazz, donde únicamente jugaría 3 partidos antes de ser despedido, y retirarse definitivamente.

## Estadísticas de su carrera en la NBA

### Temporada regular
| Año     | Equipo            | PJ  | PT | MPP  | %TC  | %3P | %TL  | RPP  | APP | ROB | TPP | PPP  |
| ------- | ----------------- | --- | -- | ---- | ---- | --- | ---- | ---- | --- | --- | --- | ---- |
| 1966–67 | Boston            | 38  | -  | 5.8  | .361 | -   | .675 | 3.8  | 0.3 | -   | -   | 2.6  |
| 1967–68 | San Diego         | 81  | -  | 31.1 | .396 | -   | .592 | 11.7 | 1.8 | -   | -   | 11.0 |
| 1968–69 | San Diego         | 76  | -  | 22.1 | .445 | -   | .468 | 8.8  | 1.2 | -   | -   | 7.8  |
| 1969–70 | San Diego         | 77  | -  | 21.1 | .429 | -   | .578 | 8.1  | 1.2 | -   | -   | 7.1  |
| 1970–71 | San Diego         | 80  | -  | 13.8 | .387 | -   | .472 | 5.1  | 0.8 | -   | -   | 3.4  |
| 1971–72 | Milwaukee         | 74  | -  | 13.1 | .467 | -   | .543 | 4.2  | 0.8 | -   | -   | 3.5  |
| 1972–73 | Kansas City-Omaha | 67  | -  | 9.6  | .436 | -   | .657 | 2.9  | 0.4 | -   | -   | 3.5  |
| 1973–74 | Philadelphia      | 75  | -  | 21.2 | .474 | -   | .686 | 7.4  | 1.0 | 0.7 | 0.3 | 7.5  |
| 1974–75 | New Orleans       | 3   | -  | 30.0 | .304 | -   | .857 | 8.7  | 1.3 | 0.7 | 0.0 | 6.7  |
| Total   | Total             | 571 | -  | 18.3 | .425 | -   | .573 | 6.8  | 1.0 | 0.7 | 0.3 | 6.1  |

### Playoffs
| Año     | Equipo    | PJ | PT | MPP  | %TC  | %3P | %TL   | RPP  | APP | ROB | TPP | PPP |
| ------- | --------- | -- | -- | ---- | ---- | --- | ----- | ---- | --- | --- | --- | --- |
| 1966–67 | Boston    | 1  | -  | 4.0  | .000 | -   | .000  | 3.0  | 0.0 | -   | -   | 0.0 |
| 1968–69 | San Diego | 6  | -  | 32.8 | .434 | -   | .520  | 12.3 | 0.7 | -   | -   | 9.8 |
| 1971–72 | Milwaukee | 7  | -  | 5.1  | .417 | -   | 1.000 | 0.9  | 0.3 | -   | -   | 1.7 |
| Total   | Total     | 14 | -  | 16.9 | .418 | -   | .556  | 5.9  | 0.4 | -   | -   | 5.1 |